# Tankpè
Tankpè est un quartier de l'arrondissement d'Abomey-Calavi dans la commune d'Abomey-Calavi localisée dans le département de l'Atlantique dans le Sud du Bénin,.

## Histoire et Toponymie

### Histoire
Tankpè devient officiellement un quartier de l'arrondissement d'Abomey-Calavi le 27 mai 2013 après la délibération et adoption par l'Assemblée nationale du Bénin en sa séance du 15 février 2013 de la loi n° 2013-O5 du 15/02/2013 portant création, organisation, attributions et fonctionnement des unités administratives locales en République du Bénin.

## Géographie
Tankpè fait partie des 20 villages et quartiers de ville que compte l'arrondissement d'Abomey calavi,.

## Population

### Galeries de photos

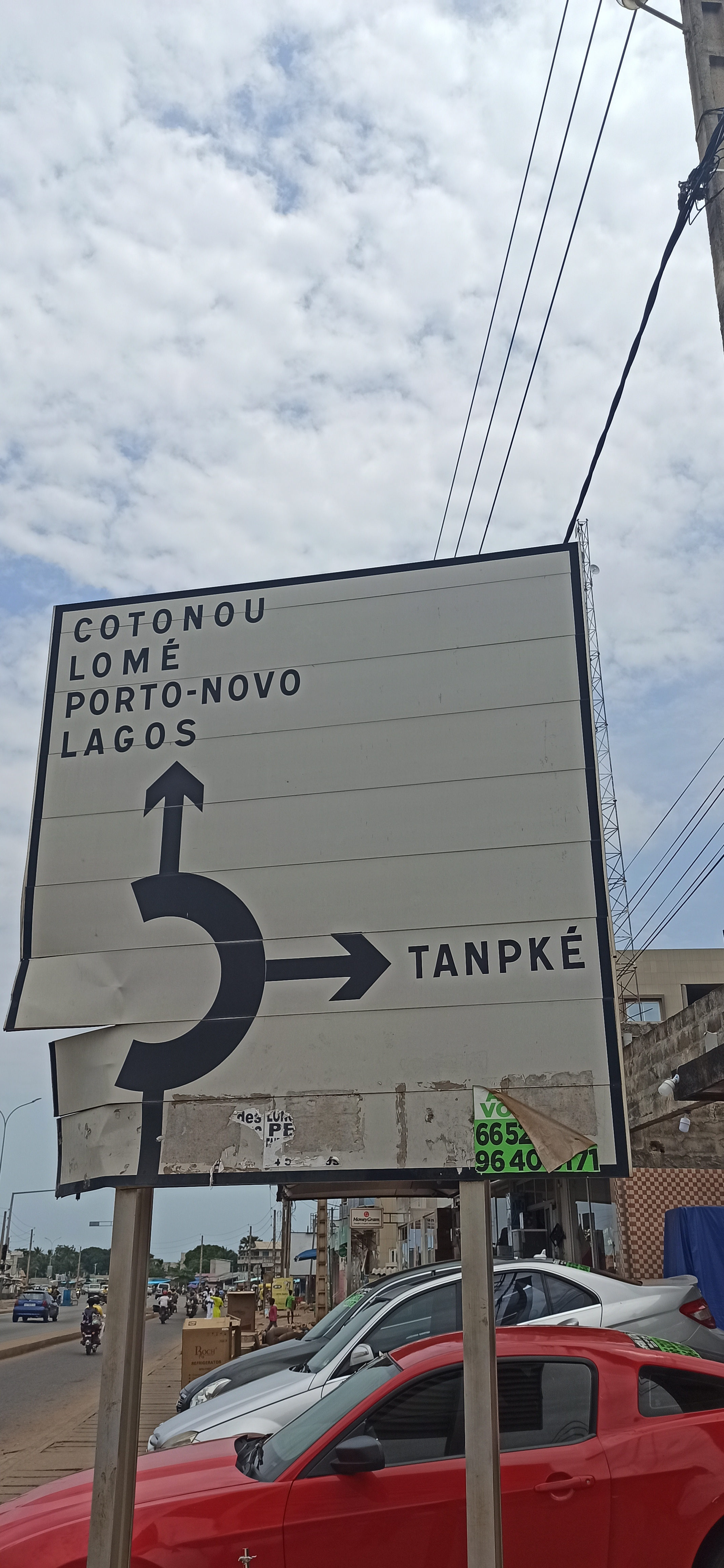
Plaque d'indication du quartier tankpè.
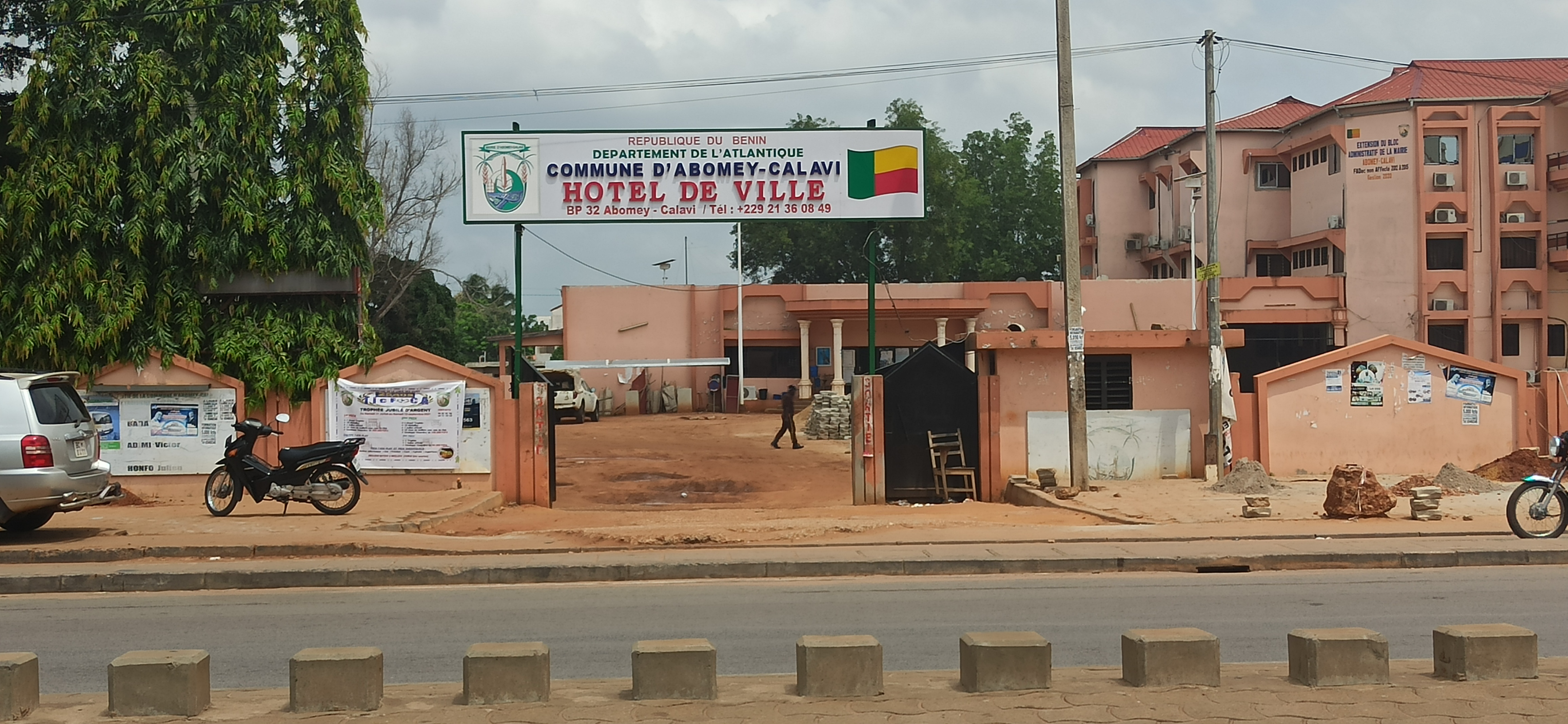
Tankpè un quartier de la commune d'Abomey-calavi.
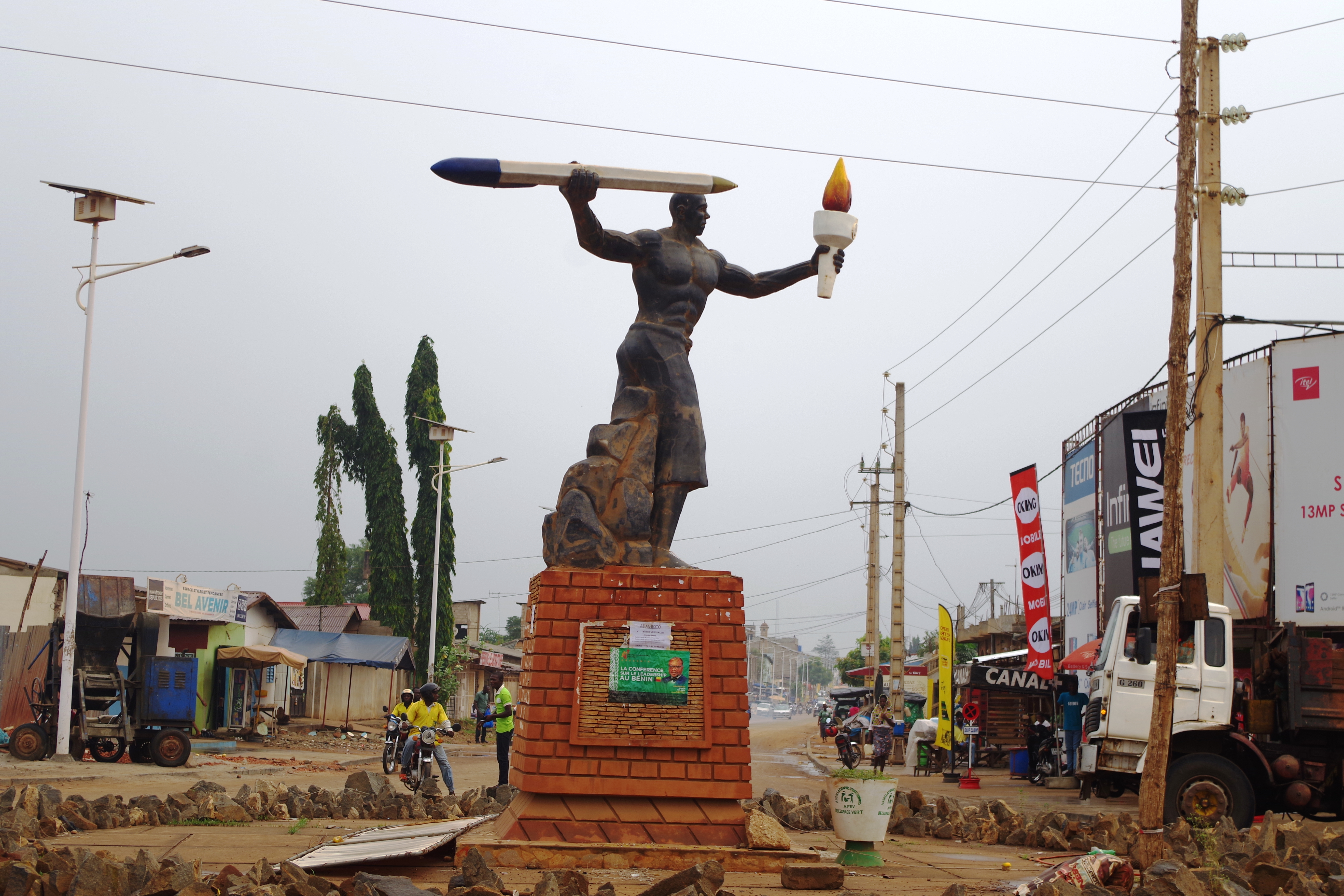
Monument rond point de la connaissance à Tankpè Abomey-Calavi au Bénin